# Escuela Técnica Superior de Arquitectura de Málaga
La Escuela Técnica Superior de Arquitectura de Málaga (cuyo acrónimo es eAM') es la escuela de arquitectura de la Universidad de Málaga (España). Prepara y expide el título de Arquitecto, y el Grado en Arquitectura, así como doctorados y diversos másteres de postgrado. 

## Historia
Aunque la Escuela Universitaria Politécnica se crease en 1924, la titulación de Arquitectura no se empezó a ofertar hasta el año 2005. El centro está en el antiguo edificio de la ETSI Industrial del Campus de El Ejido Desde 2005 hasta 2009 las clases se impartían en su mayoría en una nave en la Calle Poeta Muñoz Rojas, junto a la estación de Málaga-María Zambrano. Entre 2007 y 2009, la sede oficial de la escuela se encontraba en el antiguo convento de la Aurora María, cedido por el Obispado de Málaga a la Universidad. Actualmente imparten clase en la E.T.S.A. arquitectos presentes y activos en la escena malagueña y andaluza: profesores de la talla de Luis Tejedor o Javier Pérez de la Fuente. La escuela aboga por una didáctica contemporánea, basada en un método de aprendizaje y proyectual dinámico; mimando aspectos tan esenciales para el ejercicio de la arquitectura como la filigrana en la representación gráfica y valorando rigurosamente la originalidad del alumnado en la elaboración de su trabajo. Asimismo, participa activamente en la crítica arquitectónica malagueña, ofreciendo su innovador y atrevido punto de vista sobre el panorama actual -en constante renovación-.